# Okręg wyborczy nr 20 do Senatu Rzeczypospolitej Polskiej (2001–2011)
Okręg wyborczy nr 20 do Senatu Rzeczypospolitej Polskiej obejmował w latach 2001–2011 obszar województwa opolskiego. Wybierano w nim 3 senatorów na zasadzie większości względnej.
Powstał w 2001, jego obszar należał wcześniej do okręgów obejmujących województwo opolskie i część województwa częstochowskiego. Zniesiony został w 2011, na jego obszarze utworzono nowe okręgi nr 51, 52 i 53.
Siedzibą okręgowej komisji wyborczej było Opole.

## Reprezentanci okręgu
| Rok  | Senator komitet wyborczy                     | Senator komitet wyborczy                                       | Senator komitet wyborczy                     | Senator komitet wyborczy                     | Senator komitet wyborczy                     | Senator komitet wyborczy                                        |
| ---- | -------------------------------------------- | -------------------------------------------------------------- | -------------------------------------------- | -------------------------------------------- | -------------------------------------------- | --------------------------------------------------------------- |
| 2001 |                                              | Apolonia Klepacz KKW Sojusz Lewicy Demokratycznej – Unia Pracy |                                              | Dorota Simonides KWW Blok Senat 2001         |                                              | Stanisław Nicieja KKW Sojusz Lewicy Demokratycznej – Unia Pracy |
| 2005 |                                              | Jarosław Chmielewski Prawo i Sprawiedliwość                    |                                              | Ryszard Ciecierski Platforma Obywatelska RP  |                                              | Piotr Wach Platforma Obywatelska RP                             |
| 2007 | Norbert Krajczy Prawo i Sprawiedliwość       | Ryszard Knosala Platforma Obywatelska RP                       |                                              |                                              |                                              | Piotr Wach Platforma Obywatelska RP                             |
| 2011 | okręg zniesiony, patrz okręgi nr 51, 52 i 53 | okręg zniesiony, patrz okręgi nr 51, 52 i 53                   | okręg zniesiony, patrz okręgi nr 51, 52 i 53 | okręg zniesiony, patrz okręgi nr 51, 52 i 53 | okręg zniesiony, patrz okręgi nr 51, 52 i 53 | okręg zniesiony, patrz okręgi nr 51, 52 i 53                    |

## Wyniki wyborów
Symbolem „●” oznaczono senatorów ubiegających się o reelekcję.

### Wybory parlamentarne 2001
| Kandydat                                              | Kandydat            | Komitet wyborczy                                     | Głosów |
| ----------------------------------------------------- | ------------------- | ---------------------------------------------------- | ------ |
|                                                       | Apolonia Klepacz    | KKW Sojusz Lewicy Demokratycznej – Unia Pracy        | 97 708 |
|                                                       | Dorota Simonides●   | KWW Blok Senat 2001                                  | 90 192 |
|                                                       | Stanisław Nicieja   | KKW Sojusz Lewicy Demokratycznej – Unia Pracy        | 89 223 |
|                                                       | Adam Skwierczyński  | KKW Sojusz Lewicy Demokratycznej – Unia Pracy        | 65 526 |
|                                                       | Adam Pęzioł         | KWW Adama Pęzioła na Senatora RP Ziemi Opolskiej     | 52 015 |
|                                                       | Józef Kotyś         | KWW Mniejszość Niemiecka                             | 50 082 |
|                                                       | Dieter Przewdzing   | KWW Mniejszość Niemiecka                             | 46 104 |
|                                                       | Józef Swaczyna      | KWW Mniejszość Niemiecka                             | 41 934 |
|                                                       | Janusz Wójcik       | KWW „Opolski Komitet Obywatelski”                    | 36 564 |
|                                                       | Bogdan Tomaszek●    | KWW Blok Senat 2001                                  | 34 039 |
|                                                       | Jacek Pierzyński    | Polskie Stronnictwo Ludowe                           | 33 361 |
|                                                       | Ryszard Wilczyński  | KWW Blok Senat 2001                                  | 31 900 |
|                                                       | Jan Piątkowski      | KWW Jana Piątkowskiego – „KWW”                       | 18 196 |
|                                                       | Władysław Nazarczuk | Konserwatywno-Liberalna Partia Unia Polityki Realnej | 14 943 |
|                                                       | Jerzy Skomski       | Alternatywa Ruch Społeczny                           | 14 799 |
| Frekwencja: 39,83% Źródło: Państwowa Komisja Wyborcza |                     |                                                      |        |

*Dorota Simonides i Bogdan Tomaszek reprezentowali w Senacie IV kadencji (1997–2001) województwo opolskie.

### Wybory parlamentarne 2005
| Kandydat                                              | Kandydat                | Komitet wyborczy                     | Głosów |
| ----------------------------------------------------- | ----------------------- | ------------------------------------ | ------ |
|                                                       | Jarosław Chmielewski    | Prawo i Sprawiedliwość               | 88 710 |
|                                                       | Ryszard Ciecierski      | Platforma Obywatelska RP             | 72 167 |
|                                                       | Piotr Wach              | Platforma Obywatelska RP             | 54 083 |
|                                                       | Bolesław Grabowski      | Liga Polskich Rodzin                 | 46 325 |
|                                                       | Elżbieta Rutkowska      | Sojusz Lewicy Demokratycznej         | 33 821 |
|                                                       | Maciej Piróg            | Partia Demokratyczna – demokraci.pl  | 32 649 |
|                                                       | Rudolf Schweda          | KWW Mniejszość Niemiecka             | 31 632 |
|                                                       | Bruno Kosak             | KWW Mniejszość Niemiecka             | 30 660 |
|                                                       | Apolonia Klepacz●       | Sojusz Lewicy Demokratycznej         | 29 378 |
|                                                       | Franciszek Stankala     | KWW Mniejszość Niemiecka             | 26 583 |
|                                                       | Zbigniew Figas          | Polskie Stronnictwo Ludowe           | 26 109 |
|                                                       | Janusz Sanocki          | KWW „Jednomandatowe Okręgi Wyborcze” | 20 800 |
|                                                       | Jerzy Czerwiński        | KWW Jerzego Czerwińskiego            | 19 563 |
|                                                       | Teresa Karol            | Polskie Stronnictwo Ludowe           | 19 546 |
|                                                       | Józef Śliwa             | Sojusz Lewicy Demokratycznej         | 19 164 |
|                                                       | Jerzy Szteliga          | KWW Jerzego Szteligi                 | 18 962 |
|                                                       | Jacek Pierzyński        | Polskie Stronnictwo Ludowe           | 17 916 |
|                                                       | Barbara Grodecka-Klusik | KWW „Jednomandatowe Okręgi Wyborcze” | 10 874 |
|                                                       | Marek Ruda              | KWW „Jednomandatowe Okręgi Wyborcze” | 8231   |
| Frekwencja: 33,47% Źródło: Państwowa Komisja Wyborcza |                         |                                      |        |

### Wybory parlamentarne 2007
| Kandydat                                              | Kandydat             | Komitet wyborczy                      | Głosów  |
| ----------------------------------------------------- | -------------------- | ------------------------------------- | ------- |
|                                                       | Ryszard Knosala      | Platforma Obywatelska RP              | 148 981 |
|                                                       | Piotr Wach●          | Platforma Obywatelska RP              | 126 302 |
|                                                       | Norbert Krajczy      | Prawo i Sprawiedliwość                | 74 512  |
|                                                       | Henryk Fraszek       | Prawo i Sprawiedliwość                | 73 340  |
|                                                       | Stanisław Nicieja    | KKW Lewica i Demokraci SLD+SDPL+PD+UP | 73 067  |
|                                                       | Lucjusz Bilik        | KKW Lewica i Demokraci SLD+SDPL+PD+UP | 45 986  |
|                                                       | Bożena Lewińska      | Polskie Stronnictwo Ludowe            | 45 030  |
|                                                       | Adam Dżygiel         | Polskie Stronnictwo Ludowe            | 40 027  |
|                                                       | Józef Swaczyna       | KWW Mniejszość Niemiecka              | 35 537  |
|                                                       | Andrzej Kasiura      | KWW Mniejszość Niemiecka              | 35 079  |
|                                                       | Henryk Lakwa         | KWW Mniejszość Niemiecka              | 33 917  |
|                                                       | Ryszard Galla        | KWW Ryszarda Galli                    | 29 989  |
|                                                       | Janusz Sanocki       | Liga Polskich Rodzin                  | 18 920  |
|                                                       | Leszek Antoszczyszyn | Liga Polskich Rodzin                  | 16 645  |
|                                                       | Cezary Niedźwiedzki  | Unia Polityki Realnej                 | 9633    |
| Frekwencja: 45,53% Źródło: Państwowa Komisja Wyborcza |                      |                                       |         |